# Калмашбашевский сельсовет
Калмашбашевский сельсовет — муниципальное образование в Чекмагушевском районе Башкортостана.
Согласно «Закону о границах, статусе и административных центрах муниципальных образований в Республике Башкортостан» имеет статус сельского поселения.

## Состав
с. Калмашбашево,
с. Старобиккино,
с. Кашкарово.

## Население
| 2002  | 2009  | 2010  | 2012  | 2013  | 2014  | 2015  |
| ----- | ----- | ----- | ----- | ----- | ----- | ----- |
| 1262  | →1262 | ↘1143 | ↘1106 | ↘1088 | ↘1046 | ↘1032 |
| 2016  | 2017  | 2018  |       |       |       |       |
| ↘1010 | ↘1007 | ↘1006 |       |       |       |       |